# 496 v. Chr.
Portal Geschichte | Portal Biografien | Aktuelle Ereignisse | Jahreskalender | Tagesartikel

◄ |
6. Jahrhundert v. Chr. |
5. Jahrhundert v. Chr. |
4. Jahrhundert v. Chr. |
►

◄ | 510er v. Chr. | 500er v. Chr. | 490er v. Chr. | 480er v. Chr. |
470er v. Chr. |
►

◄◄ | ◄ | 499 v. Chr. | 498 v. Chr. | 497 v. Chr. | 496 v. Chr. |
495 v. Chr. |
494 v. Chr. |
493 v. Chr. |
► |
►►
Um das Jahr 496 v. Chr. kommt es zur sagenhaften Entscheidungsschlacht am Regillus lacus im ersten Latinerkrieg. Rom besiegt die Latiner und erringt damit die Vorherrschaft in der Region Latium.

## Ereignisse

### Politik und Weltgeschehen

#### Europa
Aulus Postumius Albus Regillensis und Titus Verginius Tricostus Caelimontanus sind nach der Legende Konsuln der frühen Römischen Republik. Aulus Postumius Albus Regillensis ist wegen des Latinerkrieges überdies weiterhin Diktator mit dem magister equitum Titus Aebutius Helva.

Völker Italiens im 5. Jh. v. Chr.

Um 496 v. Chr. kommt es im Ersten Latinerkrieg zur sagenhaften Entscheidungsschlacht am Regillus lacus zwischen den Römern und den Latinern. Der Legende nach kämpfen die beiden Halbgötter Castor und Pollux auf der Seite Roms, während die Latiner vom letzten römischen König Lucius Tarquinius Superbus angeführt werden. Damit ist diese Schlacht historisch wohl auch als Kampf zwischen den beiden Staatsformen der Monarchie und der Republik zu verstehen, den letztere für sich entscheidet. Rom erringt damit die Vorherrschaft in der mittelitalienischen Region Latium, kann die Latiner allerdings nicht völlig unterwerfen.

#### Asien
Nach dem Tod von Yunchang wird sein Sohn Goujian König des Staates Yue am Ende der Zeit der Frühlings- und Herbstannalen in China. Der Nachbarstaat Wu nimmt unter seinem Herrscher Helü den Thronwechsel zum Anlass, Yue anzugreifen, wird aber vom neuen Herrscher mit einer Kriegslist besiegt. Helü kommt in der Schlacht  nahe dem heutigen Jiaxing ums Leben, sein Sohn Fuchai folgt ihm auf den Thron. 

### Religion und Kultur
In Rom beginnt zwischen dem Circus Maximus und dem Aventin der Bau eines dreizelligen Tempels mit etruskischem Grundriss für Ceres, die Göttin des Ackerbaus, der Fruchtbarkeit und der Ehe, sowie für das göttliche Geschwisterpaar Liber und Libera, die – ebenfalls für die Fruchtbarkeit zuständig – mit Ceres eine Trias bilden. Konsul Postumius hat den Tempelbau wegen einer Hungersnot auf Weisung der sibyllinischen Bücher gelobt.

### Sport
Die 71. Olympischen Spiele der Antike werden durchgeführt.

## Geboren

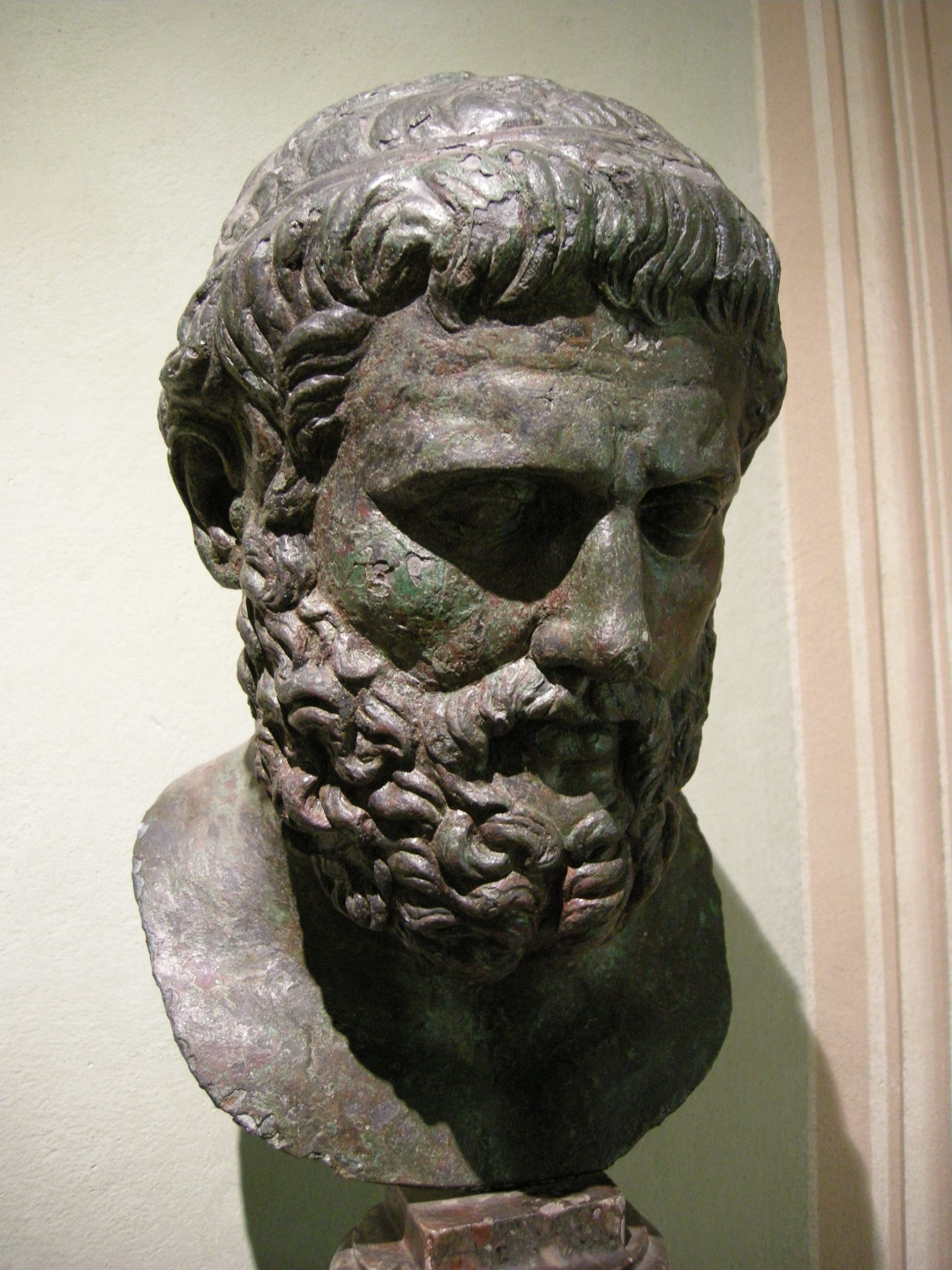
Büste des Sophokles

- 496 oder 497 v. Chr.: Sophokles, antiker griechischer Tragödiendichter, geboren in Kolonos († 406/405 v. Chr.)

## Gestorben
- um 496 v. Chr.: Sunzi, chinesischer General, Militärstratege und Philosoph im Staat Wu, vermutlicher Autor von Die Kunst des Krieges, einem der ersten strategischen Werke (* um 544 v. Chr.)